# Гамильтон, Анна, герцогиня Гамильтон
Анна Гамильтон (6 января 1631 [16 января 1632], Лондон — 17 [27] октября 1716, Гамильтон) — шотландская аристократка, 3-я герцогиня Гамильтон (1651—1698).

## Биография
Вторая дочь сэра Джеймса Гамильтона (1606—1649), 3-го маркиза Гамильтона и 1-го герцога Гамильтона, и леди Маргарет Филдинг (1613—1638), дочери Уильяма Филдинга, 1-го графа Денби, и леди Сьюзан Вильерс, сестры Джорджа Вильерса, 1-го герцога Бекингема.
Родилась во дворце Уайтхолл в Лондоне, где её мать служила спальной дамой при Генриетте Марии Французской, жене короля Карла I Стюарта.
В марте 1649 года после казни Джеймса Гамильтона, 1-го герцога Гамильтона, его младший брат Уильям Гамильтон, граф Ланарк, унаследовал его титулы и владения. В 1651 году Уильям Гамильтон скончался от ран, полученных в битве при Вустере. В своём завещании, составленном в Гааге в 1650 году, он предусмотрел, чтобы племянница Анна стала его наследницей, в обход прав его собственных дочерей.
В сентябре 1651 года Анна Гамильтон унаследовал титул герцогини Гамильтон, а также маркизы Клайдсдейл, графини Арран и Кембридж.
Через своего отца Анна Гамильтон могла претендовать на королевский престол Шотландии. Её предок Джеймс Гамильтон (ок. 1415—1479), 1-й лорд Гамильтон (1445—1479), был женат на принцессе Марии Шотландской, дочери короля Якова II Стюарта. Её прапрадед Джеймс Гамильтон (ок. 1516—1575), 2-й граф Арран (1529—1575), был наследником трона после смерти Джона Стюарта, герцога Олбани и до рождения Якова VI Стюарта, и регентом Шотландии во время малолетства и пребывания во Франции королевы Марии Стюарт.
В июле 1698 года Анна Гамильтон отказалась от всех своих титулов в пользу английского короля Вильгельма Оранского, который через месяц своим указом в Хет Лоо (Нидерланды) передал все титулы её старшему сыну Джеймсу Гамильтону, который стал герцогом Гамильтоном, маркизом Клайдсдейлом, графом Арраном, Ланарком и Кембриджем.
17 (28) октября 1716 года 85-летняя Анна Гамильтон скончалась в своём родовом замке Гамильтон в Шотландии.

## Семья и дети
29 апреля (9 мая) 1656 года Анна Гамильтон в Корсторфине (по Эдинбургом) вышла замуж за Уильяма Дугласа (1634—1694), 1-го графа Селкирка (1646—1690), младшего сына Уильяма Дугласа, 1-го маркиза Дугласа, и леди Мэри Гордон (ок. 1600—1674).
В 1660 году Уильям Дуглас принял фамилию Дуглас-Гамильтон и стал герцогом Гамильтоном (по праву жены). Их дети:
- леди Мэри Гамильтон (1657—1666)
- Джеймс Гамильтон (1658—1712), 4-й герцог Гамильтон (1698—1712) и 1-й герцог Брендон (1711—1712)
- лорд Уильям Гамильтон (1659—1681)
- леди Энн Гамильтон (1661—1663)
- леди Кэтрин Гамильтон (1662—1707), муж — Джон Мюррей (1660—1724), 1-й герцог Атолл (1703—1724)
- Чарльз Гамильтон (1663—1739), 2-й граф Селкирк (1690—1739)
- Джон Гамильтон (1665—1744), 1-й граф Руглен (1697) и 3-й граф Селкирк (1739—1744)
- Джордж Гамильтон (1666—1737), 1-й граф Оркнейский (1695—1737)
- леди Сюзанна Гамильтон (1667—1737), 1-й муж — Джон Кокрейн (1660—1690), 4-й граф Дандональд (1685—1690), 2-й муж — Джон Хэй (1645—1713), 2-й маркиз Твиддэйл (1697—1713)
- леди Маргарет Гамильтон (1668—1731), муж — Джеймс Мол (1658—1723), 4-й граф Панмюр (1686—1716)
- леди Анна Гамильтон (род. 1669 и умерла в младенчестве)
- лорд Базил Гамильтон (1671—1701)
- лорд Арчибальд Гамильтон (1673—1754)